# Colpisci (Neffa)
Colpisci è un singolo del cantautore italiano Neffa, pubblicato il 21 agosto 2015 come secondo estratto dall'ottavo album in studio Resistenza.

## Video musicale
Il videoclip del brano è stato pubblicato il 10 settembre 2015 sul canale YouTube del cantante.

## Tracce
1. Colpisci – 3:02